# Damir Kassimowitsch Jussupow

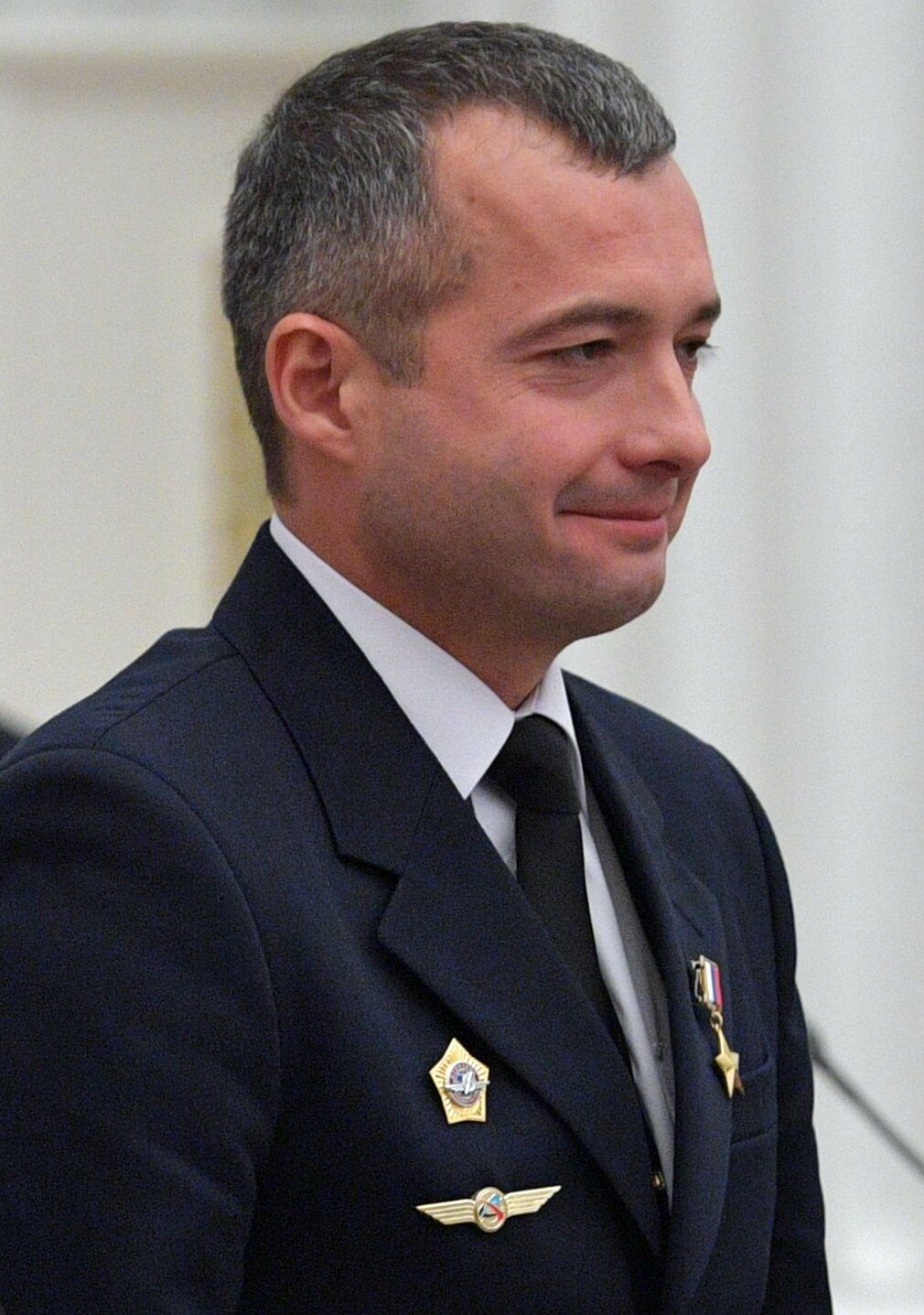
Damir Jussupow 2019

Damir Kassimowitsch Jussupow (russisch Дами́р Каси́мович Юсу́пов; * 13. September 1977 in Igarka, Region Krasnojarsk, RSFSR, Sowjetunion) ist ein russischer Pilot der Zivilluftfahrt. Ihm wurde 2019 der Titel Held der Russischen Föderation verliehen. Er war der Kommandant eines Airbus A321 auf dem Flug 178 der Ural Airlines, der am 15. August 2019 in der Nähe des Flughafens Moskau-Schukowski erfolgreich notlandete.

## Biografie
Damir Jussupow ist von seiner Ethnie her Tatare. 1993 zog die Familie nach Syzran, dem Wohnort seines Vaters. Im Jahr 1996 schloss er dort die Polytechnische Hochschule ab und diente anschließend in den Panzertruppen der Streitkräfte der Russischen Föderation. Beim Eintritt in die Flugschule wurde Damir Jussupow nicht akzeptiert – er bestand die medizinische Untersuchung nicht.
Im Jahr 2005 absolvierte er die Korrespondenzabteilung der Juristischen Fakultät, Fachrichtung „Rechtswissenschaft“ an der Staatlichen Universität Tschuwaschien, benannt nach I. N. Uljanow, der mehrere Jahre in der Stadtverwaltung von Syzran arbeitete.
Im Jahr 2013 schloss er sein Studium an der Zivilluftfahrtschule in Buguruslan (Zweigstelle der St. Petersburger Staatlichen Universität für Zivilluftfahrt) mit Auszeichnung ab. Er arbeitet seit 2013 für Ural Airlines. Im Jahr 2018 schloss er auf dem Korrespondenzweg das Uljanowsker Institut für Zivilluftfahrt mit dem Schwerpunkt Luftfahrt ab. Zur Zeit des Airbus-A321-Zwischenfalls arbeitete er ein Jahr lang als Flugzeugkommandant.
Mit dem Dekret des Präsidenten der Russischen Föderation vom 16. August 2019 wurde Damir Jussupow (sowie Co-Pilot Georgij Murzin) für seinen Mut und sein Heldentum bei der Ausübung der Amtsgeschäfte unter extremen Bedingungen mit dem Titel Held der Russischen Föderation ausgezeichnet. Der Goldstern wurde am 21. November 2019 im Kreml vom russischen Präsidenten Wladimir Putin überreicht.

## Familie
Damir Jussupow ist verheiratet und hat zwei Söhne.